# لاورينس باولوسن
لاورينس باولوسن (19 يوليو 1990 بتورنهاوت في بلجيكا - ) هو لاعب كرة قدم بلجيكي في مركز الدفاع. لعب مع فاسلاند بيفيرين وكيه في ميخيلين ونادي فيسترلو.

## وصلات خارجية
- لاورينس باولوسن على موقع قاعدة بيانات كرة القدم.إي يو (الإنجليزية)
- لاورينس باولوسن على موقع Soccerway.com (الإنجليزية)